# Su Tong

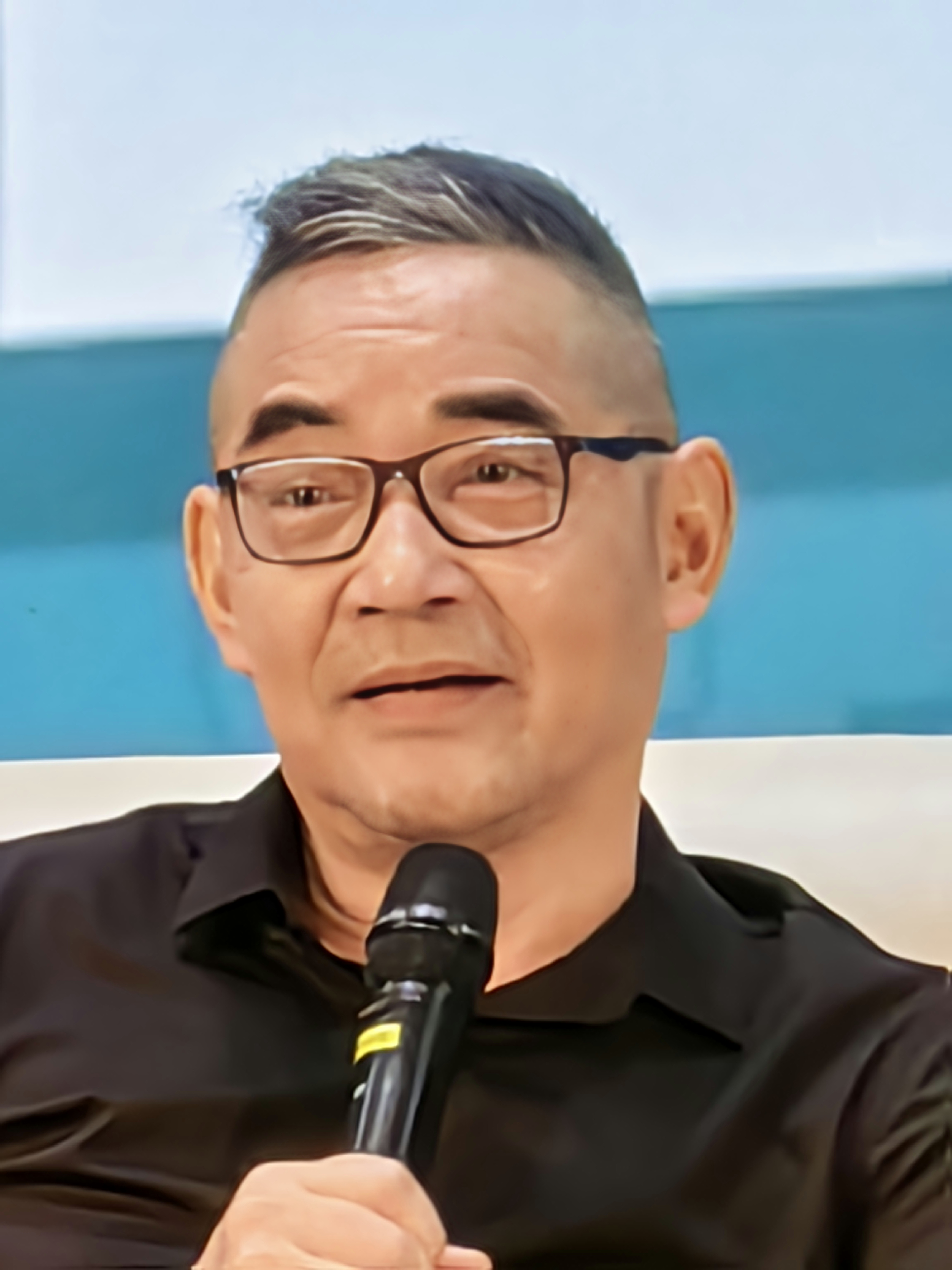
Der Autor Su Tong.

Su Tong (chinesisch 蘇童 / 苏童, Pinyin Sū Tóng; * 23. Januar 1963 in Suzhou, Provinz Jiangsu, Pseudonym von 童忠貴 / 童忠贵,  Tóng Zhōngguì) ist ein chinesischer Autor. Mit seiner Erzählung Rote Laterne, die 1990 veröffentlicht und 1991 verfilmt wurde, wurde er international bekannt.

## Leben
Seine Eltern, der Vater war Verwaltungsbeamter und die Mutter arbeitete in einer Zementfabrik, nannten ihren Sohn Tong Zhonggui. Sein später gewählter Schriftstellername Su Tong bedeutet „Kind aus Suzhou“. 
An der Pädagogischen Universität Peking studierte er chinesische Literatur und schloss 1984 mit einem Bachelor ab. Von 1986 bis 1992 war er Redaktor der Literaturzeitschrift Zhongshan. 1987 wurde seine Kurzgeschichte Memories of Mulberry Garden publiziert. 1990 erschien die Erzählung Eine Schar von Frauen und Nebenfrauen, die vom Regisseur Zhang Yimou mit dem Titel Rote Laterne verfilmt wurde. 1993 reiste Su zum ersten Mal ins Ausland. Er nahm an einer Veranstaltung des Goethe-Instituts über chinesische Autoren teil.

## Auszeichnungen
- 2009: Gewinner des Man Asian Literary Prize für The Boat of Redemption.[3]
- 2011: Nominiert für den Man Booker International Prize für sein Gesamtwerk.
- 2015: Träger des Mao-Dun-Literaturpreis für Yellowbird Story.

## Romane
- Rote Laterne. 1992, ISBN 3-442-42073-3.
- Reis. 1998 (Original 1991), ISBN 3-498-06515-7.
- Die Opiumfamilie. 1998 ISBN 3-498-06329-4.
- Die Tränenfrau. Der Mythos der treuen Meng. 2006 ISBN 3-8270-0687-2.